# Na h-Eileanan an Iar (circonscription du Parlement britannique)
Circonscription parlementaire de la Chambre des communes
Na h-Eileanan an Iar est une circonscription électorale britannique située en Écosse.